# 3 donne al verde
3 donne al verde (Mad Money) è un film del 2008 diretto da Callie Khouri, con Katie Holmes, Diane Keaton e Queen Latifah.

## Trama
Don e Bridget sono una coppia di borghesi che vive in un ricco quartiere. Da tempo Don ha perso il lavoro e si vede costretto a mettere in vendita la casa. Bridget nel frattempo viene assunta come donna delle pulizie nella sede di Kansas City della Federal Reserve. Scopre così che i soldi consumati vengono distrutti. Addetta alla loro distruzione è Nina, donna afroamericana non sposata e con due figli a carico. Bridget elabora così un piano che prevede la momentanea sostituzione del lucchetto del contenitore dove sono tenuti i soldi in modo che l'addetto al trasporto se ne possa poi impossessare. L'addetto in questione è Jackie, un'amante della musica sposata col macellaio Bob, e i due vivono in una roulotte. Per un motivo o per l'altro Bridget, Nina e Jackie sono tre donne bisognose di soldi.
Il piano funziona, tanto che il trio riesce a derubare la banca per ben tre anni. Alla banda si aggiunge anche un poliziotto, innamorato di Nina. Ma un misterioso ispettore del Tesoro si insospettisce della loro improvvisa ricchezza e inizia a indagare, finendo con l'arrestare tutti mentre stanno bruciando le banconote per evitare il peggio. Solo Bridget riesce a sfuggire alla cattura con una borsa piena di soldi e ad assumere un avvocato che farà uscire tutti per mancanza di prove. Dopo un po' il bar dove le donne si incontravano viene ristrutturato e si scopre che Bridget ha conservato all'interno della stanza frigorifera, con la complicità del proprietario, montagne e montagne di soldi.